# Маллесон, Уилфрид
Уилфрид Маллесон (англ. Wilfrid Malleson; 8 сентября 1866, Великобритания — 24 января 1946, Великобритания) — британский генерал-майор. Руководитель британской военной миссии в Индии, Афганистане и Закаспийской области в 1918—1919 годах.

## Биография
Родился 8 сентября 1866 года в семье ректора Е. Маллесона. Учился в Уимблдоне, Вулвиче, в 1886 году окончил Королевскую школу артиллерии.
Начал военную службу в 1886 году в Королевской артиллерии, в 1904 году преобразованную в Индийскую армию. Служил под началом фельдмаршала Горацио Герберта Китченера, первого графа Китченерского в Хартуме и Бруме в качестве Начальника разведывательного отдела Главного штаба Индийской армии (1904—1910). Руководил разведкой в штаб-квартире Британской армии в Индии до 1914 года.
В 1904—1910 года являлся членом миссии в Кабуле в Афганистане, возглавляемой сэром Льюисом Вильямом Даном.
С октября 1914 по январь 1915 года инспектор-генерал Британских коммуникаций в Восточной Африке. В январе-апреле 1915 года находился с особой миссией в Бельгийском Конго. Командующий бригадой и дивизией в Британской Восточной Африке в 1915—1916 годах.
В 1918 во главе британской военной миссии направлен в Закаспий, с задачей организовать сопротивление ожидавшемуся после падения Баку германо-турецкому наступлению. Имея штаб-квартиру в Мешхеде (северо-восточный Иран) играл видную роль в организации борьбы с большевиками в Туркестане, в регионе, который позднее стал носить название Средняя Азия. Маллесон оказал военную поддержку Закаспийскому временному правительству, с которым 19 августа 1918 года заключил формальный договор и помог в организации вооруженных сил Закаспийского правительства, так называемой Туркестанской армии; вскоре после этого миссия перебралась в Ашхабад, где и оставалась до начала афганской войны (см.: Туркестанская военная организация, Фунтиков, Фёдор Адрианович). В советской историографии на него возлагали ответственность за расстрел 26 бакинских комиссаров, хотя сам он это отрицал.
Участник Английской интервенции в Средней Азии (1918—1920) и войны в Афганистане (1919). С 1920 года находился в отставке.
Кавалер-компаньон Ордена Индийской империи.
Скончался 24 января 1946 года.